# David McLellan (politikatudós)
David McLellan (1940 –) brit politikatudós, Karl Marx és a marxizmus kutatója. Iskoláit a Merchant Taylors' Schoolban és az Oxfordi Egyetem St. John's Kollégiumában végezte.
McLellan jelenleg a Londoni Egyetem (University of London) Goldsmiths Kollégiumának politikaelmélet vendégprofesszora. Ezt megelőzően a Kenti Egyetem (University of Kent) politika és nemzetközi kapcsolatok tanszékének politikaelmélet professzora volt. Továbbá vendégprofesszora volt még a New York-i Állami Egyetemnek (State University of New York), politikatudományi vendégkutatója az Indian Institute of Advanced Study (IIAS) nevű intézetnek az indiai Simlában, illetve Észak-Amerikában és Európában számos helyen tartott előadásokat.

## Művei
- The Young Hegelians and Karl Marx, 1969
- Karl Marx: His Life and Thought, 1973 (ezzel a címmel is megjelent: Karl Marx: A Biography)
- Marx, Fontana Modern Masters, 1975
- Karl Marx: Selected Writings, 1977 ISBN 0198782659
- Engels, 1977, Harvester Press, Hassocks (England) ISBN 9780855277109
- Marx before Marxism, 1980 ISBN 0333278828
- Karl Marx: The Legacy, 1983 ISBN 9780563201199
- Marx:  The First Hundred Years, 1983, Frances Pinter, London, ISBN 0861873351
- Ideology, 1986, Open University Press, ISBN 9780335153800
- Marxism and Religion, 1987 ISBN 0333446305
- Marxism, 1988 ISBN 9780198275176
- Simone Weil: Utopian Pessimist, 1989 ISBN 0333487079
- Utopian Pessimist: The Life and Thought of Simone Weil, 1990 ISBN 9780671685218
- Unto Caesar, 1993 ISBN 0268019002
- Marxism after Marx, Harper & Row, 1980; MacMillan, 1998 ISBN 0333722078

## Fordítás
- Ez a szócikk részben vagy egészben a David McLellan (political scientist) című angol Wikipédia-szócikk ezen változatának fordításán alapul.  Az eredeti cikk szerkesztőit annak laptörténete sorolja fel. Ez a jelzés csupán a megfogalmazás eredetét és a szerzői jogokat jelzi, nem szolgál a cikkben szereplő információk forrásmegjelöléseként.